# Chlorocardium rodiei
Espèce
Classification phylogénétique
Statut de conservation UICN

 DD  : Données insuffisantes
Chlorocardium rodiei (appelé Greenheart en anglais) est l'une des deux espèces de plantes à fleurs du genre Chlorocardium, dans la famille des Lauraceae. C'est un arbre à feuilles persistantes, pouvant atteindre 15 à 30 m de hauteur avec un tronc d'un diamètre de 30 à 60 cm. Il est natif d'Amérique du Sud.

## Utilisation
Son bois est extrêmement dur et résistant, à tel point qu'il ne peut être travaillé avec des outils traditionnels. Très peu sensible aux conditions marines, le bois de chlorocardium rodiei est très utilisé en construction navale, pour la construction de docks ou encore pour la confection de cannes destinées à la pêche à la mouche. Son exploitation commerciale date du XVIIIe siècle mais n'a réellement pris de l'ampleur qu'avec l'introduction de la tronçonneuse en 1967.
Le Fram et l'Endurance (bateau), les navires utilisés par les explorateurs polaires Fridtjof Nansen, Amundsen et Shackleton, étaient doublés de chlorocardium rodiei pour résister à la pression des glaces.